# Stählerne Romantik
Stählerne Romantik je album njemačkog RAC sastava Stahlgewitter, realiziran 2013. godine.

## Popis pjesama
| Br. | Skladba                   | Trajanje |
| --- | ------------------------- | -------- |
| 1.  | »Stedingsehre«            | 6:01     |
| 2.  | »Germanisches Sparta«     | 4:06     |
| 3.  | »Besatzerpolitik II«      | 4:26     |
| 4.  | »Kronjuwel Der Schöpfung« | 3:01     |
| 5.  | »Verbannt«                | 3:53     |
| 6.  | »Der Letzte Mann«         | 5:28     |

## Vanjske poveznice
- Stahlgewitter - Stählerne Romantik (2013) FULL ALBUM na YouTube
- Stahlgewitter - Stählerne Romantik na Discogs
- Stahlgewitter - Stählerne Romantik na Last.fm